# Phylloscopus presbytes
Phylloscopus presbytes é uma espécie de ave da família Phylloscopidae.
Pode ser encontrada nos seguintes países:  Indonésia e Timor-Leste.